# Larry McKenna
Larry McKenna (* 21. Juli 1937 in Philadelphia; † 19. November 2023 in Wyndmoor, Pennsylvania) war ein US-amerikanischer Jazz-Tenorsaxophonist, Arrangeur und Musikpädagoge.
Sein Spiel zeichnete sich durch seine melodische und lyrische Herangehensweise aus.

## Leben und Wirken
McKenna wuchs in Philadelphia auf, lernte zunächst Gitarre und begann mit vierzehn Jahren Saxophon zu spielen. Nach dem Abschluss seines 1956 begonnenen Studiums an der Granoff School of Music spielte er zunächst mit lokalen Bands; mit achtzehn Jahren ging er mit einem Quintett aus Philadelphia auf eine Ostküsten-Tournee. Mit 21 Jahren wurde er 1959 Mitglied im Woody Herman Orchester, 1962 war er bei George Young  in Wildwood, New Jersey und in Las Vegas. 1970 spielte er bei Al Raymond. Seit den frühen 1970er Jahren trat er vorwiegend im Raum Philadelphia auf und unterrichtete an der Temple University, der University of the Arts und an der West Chester University. Ab 1997 legte er mehrere Alben unter eigenem Namen vor, zunächst ein Tributalbum, das dem Komponisten Harold Arlen gewidmet ist (My Shining Hour: Larry McKenna Plays Harold Arlen). Außerdem wirkte er bei Aufnahmen von Musikern wie Don Glanden, Frank Tiberi, Al Raymond/Buddy DeFranco, Woody Herman und John Swana mit.
Als Arrangeur arbeitete McKenna bei der Tonight Show mit Johnny Carson und für Filmmusiken wie Birdy sowie als Begleitmusiker für Künstler wie Rosemary Clooney, Tony Bennett, Johnny Mathis, Frank Sinatra oder Mel Tormé. In seinen späteren Jahren unterrichtete er Jazztheorie, Harmonielehre und Saxophon am Community College of Philadelphia.
McKenna starb 2023 an den Folgen einer chronisch obstruktiven Lungenerkrankung und einer Herzinsuffizienz.

## Diskographische Hinweise
- My Shining Hour: Larry McKenna Plays Harold Arlen (Ardenna, 1996)
- It Might As Well Be Spring (DreamBox Media, 2001)
- Profile (DreamBox media, 2010)
- From All Sides (2013)
- Bootsie Barnes & Larry McKenna: The More I See You, Cellar Live, 2018
- World on a String (BCM&D, 2023)